# Михайленківська сільська рада
Михайленківська сільська рада — колишня адміністративно-територіальна одиниця та орган місцевого самоврядування в Чуднівському районі Бердичівської округи, Вінницької й Житомирської областей Української РСР з адміністративним центром у селі Михайленки.

## Населені пункти
Сільській раді на час ліквідації були підпорядковані населені пункти:
- с. Михайленки

## Історія та адміністративний устрій
Створена 4 вересня 1928 року, в с. Михайленки Великокоровинецької сільської ради Чуднівського району Бердичівської округи.
Станом на 1 вересня 1946 року сільська рада входила до складу Чуднівського району Житомирської області, на обліку в раді перебувало с. Михайленки.
Ліквідована 11 серпня 1954 року, відповідно до указу Президії Верховної ради Української РСР «Про укрупнення сільських рад по Житомирській області», територію ради та с. Михайленки приєднано до складу Великокоровинецької сільської ради Чуднівського району Житомирської області.